# Gröbmingbach
Gröbmingbach är ett vattendrag i Österrike.   Det ligger i förbundslandet Steiermark, i den centrala delen av landet, 200 km väster om huvudstaden Wien.
I omgivningarna runt Gröbmingbach växer i huvudsak blandskog. Runt Gröbmingbach är det ganska glesbefolkat, med 25 invånare per kvadratkilometer.